# Péreille
Péreille (okzitanisch Perelha) ist eine französische Gemeinde mit 186 Einwohnern (Stand 1. Januar 2022) im Département Ariège in der Region Okzitanien. Sie gehört zum Kanton Pays d’Olmes und zum Arrondissement Pamiers.
Nachbargemeinden sind Ilhat im Nordwesten, Raissac im Norden, Lavelanet im Osten, Villeneuve-d’Olmes im Süden und Roquefixade im Westen.

## Bevölkerungsentwicklung

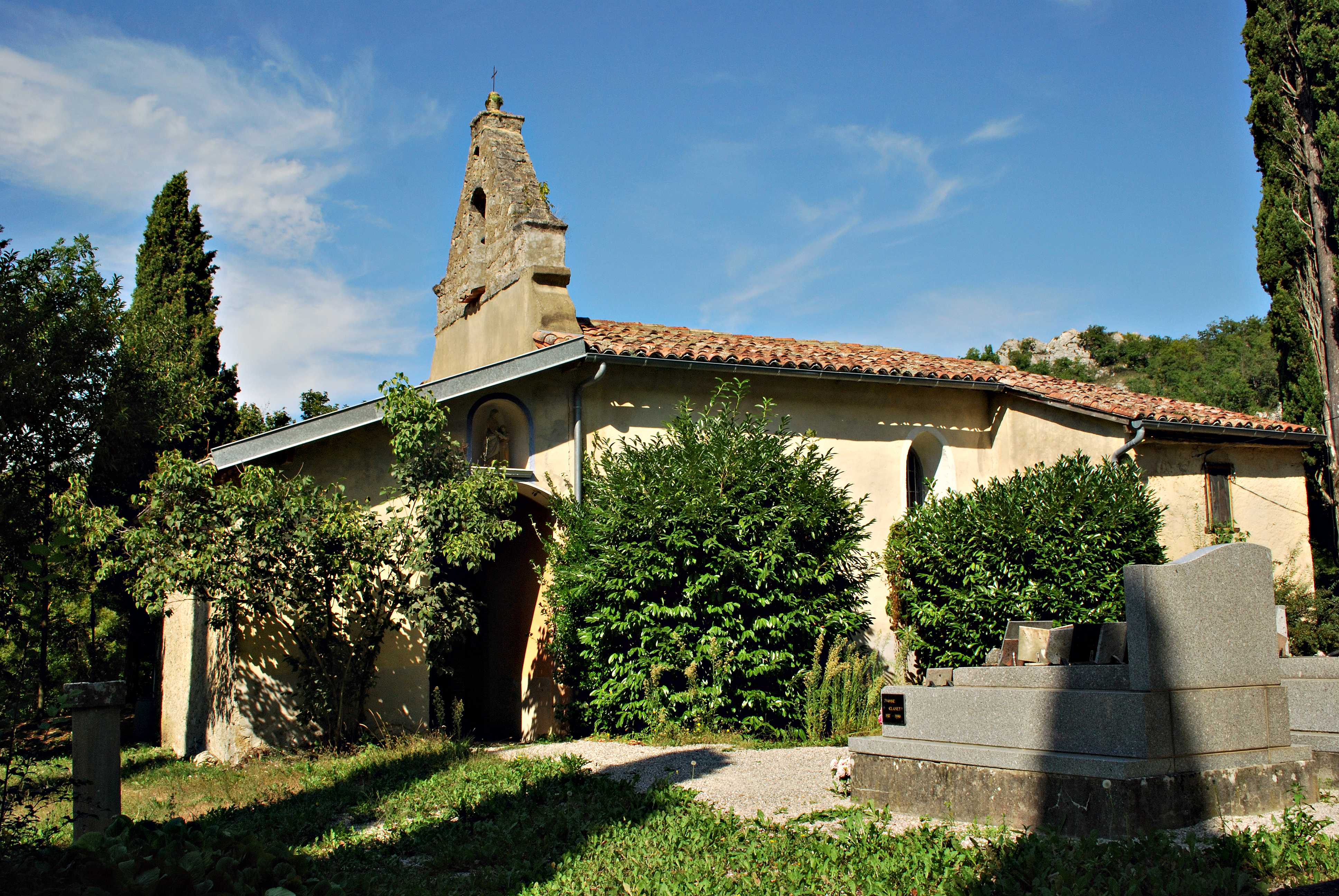
Kirche Saint-Vincent, Monument historique seit 1995

| Jahr                       | 1962 | 1968 | 1975 | 1982 | 1990 | 1999 | 2008 | 2018 |
| -------------------------- | ---- | ---- | ---- | ---- | ---- | ---- | ---- | ---- |
| Einwohner                  | 130  | 109  | 138  | 138  | 199  | 177  | 185  | 205  |
| Quellen: Cassini und INSEE |      |      |      |      |      |      |      |      |